# ペダーラ
ペダーラ（イタリア語: Pedara, シチリア語: Pirara）は、イタリア共和国シチリア州カターニア県にある、人口約15,000人の基礎自治体（コムーネ）。

## 地理

### 位置・広がり

#### 隣接コムーネ
隣接するコムーネは以下の通り。
- マスカルチーア
- ニコロージ
- サン・ジョヴァンニ・ラ・プンタ
- トレカスターニ
- トレメスティエーリ・エトネーオ
- ザッフェラーナ・エトネーア